# Кристиансаннский собор
Кристиансаннский собор (норв. Kristiansand domkirke) — кафедральный собор диоцеза Агдера и Телемарка лютеранской церкви Норвегии, расположенный в центральной части города Кристиансанна.

## История
Первая церковь Кристиансанна была построена в 1645 году из дерева и получила название Троицкая (норв. Trefoldighetskirken). Она была небольших размеров и её освящение состоялось в 1646 году.
В 1696 году освятили каменную церковь в честь Христа Спасителя (норв. Vor Frelsers kirke), но в 1734 году она была уничтожена пожаром.
Третий, построенный на этом месте храм, освятили в 1738 году, но и это здание 18 декабря 1880 года пострадало от сильного пожара.
Чтобы использовать уцелевшие стены сгоревшего собора, алтарь храма был перемещен на запад, в то время как традиционно он находится в восточной части церкви. Проект реконструкции был выполнен норвежским архитектором Хенриком Трап-Мейером. Строительные работы были окончены 1 февраля 1885 года, а освящение состоялось 18 марта 1885 года и проведено епископом Юханом Бруном.
Созданное из кирпича и дерева здание оформлено в неоготическом стиле. Его алтарь украшен написанной в 1886 году картиной «Иисус и путешественники в Эммаус» (Jesus og Emmaus-vandrerne) кисти Эйлифа Петерссена. На кафедре можно увидеть 12 апостолов, нарисованных Хуго Лоусом Мором (Hugo Lous Mohr) в 1903 году (художник также расписывал и потолок Кафедрального собора Осло). Также во внутреннем убранстве храма обращает на себя внимание купель для крещения из мрамора и серебра, изготовленная в 1825 году.
Собор играет роль религиозного центра города и входит в ряд самых больших культовых сооружений Норвегии. Его высота достигает 70 метров, а ширина 38,7 метров. Первоначально храм был рассчитан на 2,029 тысячи посадочных и более 1,216 стоячих мест, но в настоящее время максимальное число присутствующих ограничено 1,5 тысяч посетителей одновременно.
Карильон собора состоит из 36 колоколов и является подарком от компании Glencore, преподнесённом собору в 1990 году.
В 2013 году в соборе был установлен новый церковный орган, изготовленный в Германии.